# メチルホスホチオグリセリン酸ホスファターゼ
メチルホスホチオグリセリン酸ホスファターゼ(Methylphosphothioglycerate phosphatase、EC 3.1.3.14)は、以下の化学反応を触媒する酵素である。
S-メチル-3-ホスホ-1-チオ-D-グリセリン酸 + 水{\displaystyle \rightleftharpoons }S-メチル-1-チオ-D-グリセリン酸 + リン酸
従って、この酵素の基質はS-メチル-3-ホスホ-1-チオ-D-グリセリン酸と水の2つ、生成物はS-メチル-1-チオ-D-グリセリン酸とリン酸の2つである。
この酵素は加水分解酵素に分類され、特にリン酸モノエステル結合に作用する。系統名は、S-メチル-3-ホスホ-1-チオ-D-グリセリン酸 ホスホヒドロラーゼ(S-methyl-3-phospho-1-thio-D-glycerate phosphohydrolase)である。